# Provincia Nord-Kivu
Nord Kivu (swahili Jimbo la Kivu Kaskazini) este o provincie care se învecinează cu Lacul Kivu în estul Republicii Democrate Congo. Capitala provinciei este orașul Goma.
Cu o suprafață de aproximativ 59.483 km2, cu o populație estimată la 8.147.400 persoane în 2020, se învecinează cu provincia Ituri la nord, provincia Tshopo la nord-vest, provincia Maniema la sud-vest și provincia Kivu de Sud la sud, precum și cu Uganda și Rwanda la est.

## Istoric
Istoria administrativă a Nord Kivu are originea în epoca colonială, când a fost inițial parte a districtului Cascada Stanley din statul liber Congo. În urma unei serii de reorganizări teritoriale, Nord Kivu a fost încorporată în provincia Orientale, cu Stanleyville (azi Kisangani) ca capitală provincială.

## Organizare
Zona a câștigat statut provincial în 1962, dar a fost retrogradată într-un district în timpul regimului lui Mobutu Sese Seko în 1965. A fost restabilită oficial în 1988 prin Ordonanța-Lege nr. 88/1976 și Ordonanța-Lege nr. 88-031, care au redefinit provincia Kivu anterioară în provincii separate tripartite: Kivu de Nord, Kivu de Sud și Maniema. În prezent, Nord Kivu cuprinde trei orașe - Goma, Butembo și Beni - și șase teritorii: Beni, Lubero, Masisi, Rutshuru, Nyiragongo și Walikale. Un decret din 2013 a dat statutul de oraș și Kasindi, Oicha și Luholu. La granița de est a provinciei se află Munții Rwenzori, parte din Riftul Albertin, care servesc ca sursă principală de apă dulce și susțin un ecosistem divers. În Nord Kivu se află și Parcul Național Virunga, un sit al Patrimoniului Mondial UNESCO, care găzduiește gorilele de munte pe cale de dispariție.

## Demografie
Ca demografie, Nord Kivu este diversă din punct de vedere etnic, locuită predominant de popoare vorbitoare de bantu, inclusiv Nande, Mbuba, Hunde, Lese, Talinga, Hutu, Tutsi și Batwa (pigmei). Cu toate acestea, provincia se confruntă cu provocări permanente de securitate din cauza grupărilor armate, conflictelor legate de resurse și tensiunilor etnice.
Grupul rebel M23 susținut de Rwanda este o sursă semnificativă de instabilitate. La începutul anului 2024, violența legată de M23 a dus la strămutarea a aproximativ 1,7 milioane de oameni, reprezentând aproape 14% din populația din Nord Kivu.
Nord Kivu de Nord este și locația a numeroase focare ale bolii virale Ebola (inclusiv cel mai recent din august 2022) și a fost centrul focarului de Ebola din Kivu din 2018-2020, care a fost al doilea ca mărime din istorie, ducând la peste 3400 de cazuri. și 2200 de decese, după focarul de Ebola din Africa de Vest din 2014–2016.